# لينا خليف
لينا خليف (ولدت في 27 يناير 1997) هي لاعبة كرة قدم جزائرية دولية كانت تلعب في مركز الوسط في المنتخب الوطني الجزائري لكرة القدم . شاركت في كأس الأمم الأفريقية للسيدات 2018.

## روابط خارجية
- لينا خليف على موقع قاعدة بيانات كرة القدم.إي يو (الإنجليزية)
- لينا خليف على موقع Soccerway.com (الإنجليزية)
- لينا خليف على موقع كووورة